# 桃太郎電鉄15 五大ボンビー登場!の巻
桃太郎電鉄15 五大ボンビー登場!の巻（ももたろうでんてつじゅうご ごだいぼんびーとうじょう!のまき）は、ハドソンが2005年12月8日に発売したPlayStation 2用のボードゲーム。桃太郎電鉄シリーズ第15作。

## 概要
本作は貧乏神の変身パターンが非常に多く、「ミニボンビー」「ボンビー・モンキー」の他に、レギュラーとして登場している強力な「キングボンビー」「ハリケーンボンビー」に加え、『7』『jr.』に登場した「ギーガボンビー」や、『11』に登場した「ブラックボンビー」など歴代のゲストボンビー（コマルン、スペースボンビー、ピヨピーを除く）が再登場し、そして今作新登場となる「ミサイルボンビー」が存在する。これらを総称して「五大ボンビー」と呼ぶ。また、本作ではシリーズ初の、大規模に日本列島の地形が変わる大型イベントが発生する他、後のシリーズにレギュラー登場する名産怪獣が初登場した作品となっている。

## ゲームモード
いつもの桃鉄
1-99年の中から設定した年数をプレイし、総資産を競うモード。
桃鉄3年決戦!
3年プレイし、総資産を競うモード。「いつもの桃鉄」とルールは同様だが、ゲームバランスが一部異なる。
激闘!さくま城
COMキャラとの対戦を勝ち抜く1人用モード。試合のルールは「桃鉄3年決戦!」とほぼ同様。

## 前作からの変更点
- 本作より、日本全国編マップにも『USA』同様に起伏がつくようになり、その影響で山脈の形やその他地形および、名産物や都市のアイコンの配列が多少変更された。
- 本作より、「名産怪獣」が登場（本作では9種類）。また、旧作に登場していた「ドジラース」が『2010』までいなくなり、「モモトラマンカード」は廃止された。
- 本作より、「いつもの桃鉄」のゲーム終了時の三賞（食品王・農林王・水産王）が廃止された。
- 本作より、「鉄道省駅」で購入できる鉄道の路線網が変更された。
- 本作より、『G』にて目的地候補から外されていた「カード売り場駅」が、再び目的地候補となった。
- 本作および『16』では、「大恐慌」時の「マイナス駅」の支出金額が4倍になる（前作『G』では5倍）。
- 本作および『16』では、新本社ビルの建設費用が大幅に上昇し、カードをもらえるタイミングは20階ごとの建設時になった。
- 本作より、『HAPPY』から参加していた音楽担当の宮路一昭が開発スタッフから抜けたため、メニュー画面BGM「出発進行○○（西暦年号）」・☆に願いをカードBGM「☆に願いを」・豪速球カードBGM「豪速球の星」など宮路が作曲した「定番BGM」が新しいBGMに変更されている。この中には完全新作のBGMもあれば、前々作『USA』から流用したBGM[1]もある。
- 本作より、近江八幡の「製薬会社」を持っていると「デビキラー」を開発するイベントが発生する。発生すると、以後はデビル系カードを即座に撃退できるようになる（リトルデビル・デビル・キングデビルカードを入手すると「おはらいカード」と同じ効果が自動的に発動する）。
- 本作および『16』では、渋谷の「IT企業」を持っていると「ワクチンプログラム」を開発するイベントが発生する。以後「ウィルスカード」を即座に撃退できるようになる（「ウィルスカード」を入手すると「ワクチンカード」を使ったときの効果が自動的に発動する）。
- 本作以降、渋谷の「保険会社」を所有している時の被害額の保険金が半額（稀に災害特約により全額）だったのが常時全額に固定された。

- 本作より、全国編でも1駅あたりの物件数が最大16件になった（本作で該当する物件駅は、札幌・函館・仙台・横浜・静岡・名古屋・大阪・博多・鹿児島）。
- 本作より、目的地到着時に援助金をもらってもなお最下位の場合、カードがもらえる。
- 本作より、「?駅」で発生するイベントがランダムで発生から、「プラス駅」や「マイナス駅」同様ルーレットで決定に変更された。
- 本作より、「乗っ取りカード」の有効期限が切れて消滅することが無くなった。
- 本作より、99年プレイのみ[2]カード売り場でのカード売価が1/4になる。この売価レートは『HAPPY』以来である。
- 本作より、設定変更から「カメラ角度」が削除された。
- 本作より、新幹線の試運転と車両の新企画のイベントが廃止された。
- 本作より『タッグマッチ』まで、高松駅周辺に桃太郎と貧乏神の石像のランドマークが設置されるようになった。これは2002年に鬼無駅に実際に設置された桃太郎電鉄の石像を表現したものである。（『12』でも西日本編に限り設置されている）
- 「いつもの桃鉄」で一定の年数が経過すると、マップに以下のような変化が起きる。
  - 36年目以降、「特別カード売り場駅」が登場。通常では手に入りにくいカードが買えるが、一度の訪問で1種類1枚ずつしか買えない。場所は秋田の南の本荘象潟酒田の3か所。目的地候補にもなっている。
  - 小浜、江差、門司港の3つの物件駅が誕生する。
  - 成田空港と新千歳空港をつなぐ空路が誕生する。陸路の真上を飛ぶ空路は、日本マップでは初。
  - 「お台場カジノ駅」が登場し、止まるとスロットマシンで遊ぶことができる。
  - 巨大隕石（ゲーム内では小惑星と呼ばれている）が落下し、日本が東西に分裂するイベント「日本列島大爆発」が起こる。BGMは「USA」の熱波イベントと同じ、「灼熱の太陽」である。

  1. まずは巨大隕石が地球に迫っているニュースが報じられる。
  2. 数か月後のターン終了時に、巨大隕石が着弾する。
    1. 中部地方の大部分（フォッサマグナ）が水没して、水没中の物件は資産に計上されなくなる。
    2. 陸路が東西に完全に分断され、航路・空路も全て封鎖される（ヘリコプターやワープは使用可）[3]。
      1. 目的地が水没地域を挟んだ反対側にある場合、ルート上での移動では到着できないため、最短マス数が表示されなくなる。
      2. 目的地が水没した駅だった場合は到着不可能になり、銀河鉄道のゴール時点も一時的に封鎖されて、「もしかしたらカード」も使えなくなる。
      3. ボンビラス星からの帰還地点は珠洲。

    3. 毎ターン、一定確率で余波の地震が発生し、物件を持っていると持ち金に被害が出る。

  3. 巨大隕石着弾から約3か月で空路が復活する。この時点で、ルート上を使った日本の東西の行き来が可能になる。
  4. 巨大隕石着弾から約6か月で航路が復活する。
  5. 巨大隕石着弾から2-3年で地形が元通りになり、水没中の物件の所有権も戻るほか、余波の地震も止まり、イベント終了。BGMは「USA」のオーロライベントと同じ、「オーロラの向こうに」である。
- 台風発生時に登場する「カミナリ小僧」のデザインが変更された。
- 「激闘!さくま城」という、1人のプレイヤーが決められた条件下でコンピュータと対戦するモードが『12』以来復活した[4]。クリアすれば隠しCOMキャラ扱いとなった「さくま」を選べる。
  - 本モードのオープニングBGM「大河の三滴」は、後の『20周年』-『タッグマッチ』で歴史ヒーローのBGMとして使用されている。
- 本作より、「絶好調」システムを採用。『新桃太郎伝説』で採用されていたシステムの流用で、ターンが回ってくると一定確率で発動し、数ターンの間だけ特殊能力や特典が使えるようになる。本作では、例えば人間プレイヤーが絶好調になった場合、しばらくの間「サイコロ」コマンドで通常は1個しか振れないサイコロが常に3個に増えるなどである。COMキャラクターが「絶好調[5]」になった場合は、その特典がキャラごとに違う。
- 岡山の「桃太郎ランド」の価格が1兆円に値上げされた。価格が「兆」単位の物件は本作がシリーズ初登場。
- 本作より、ゲーム終了後のエンディングが「名産怪獣」の攻撃をかわしながら汽車でゴールを目指す形式になった。
- 初登場のカード：お殿様カード、だじゃれカード、便利系消滅カード、…に行け!カード、時限爆弾カード、裸一貫カード、近こう寄れ!カードなど。
- 廃止されたカード：モモトラマンカード、スピードカード

## 関連書籍
- 桃太郎電鉄15 五大ボンビー登場!の巻 パーフェクトナビゲーター
  - 集英社発行、ISBN 4-08-779349-4
- 土居孝幸アートワークス DOIN'S
  - 2010年、樹想社発行、銀河出版発売、ISBN 978-4-87777-095-2
  - キャラクターデザインを手掛ける土居孝幸の画集。本作からは広告用原画、パッケージ用原画、タイトル画面原画、カレンダーイラスト原画などが掲載されている。